# Gaetano Benaglia
Gaetano Benaglia (Bergamo, 21 ottobre 1768 – Lodi, 13 giugno 1868) è stato un vescovo cattolico italiano.

## Biografia
Membro di una famiglia nobile, intrapresa la carriera ecclesiastica, si laureò in teologia.
Il 2 ottobre 1837 venne eletto vescovo di Lodi. Per lui, nel 1839, dipinse un ritratto il pittore pavese Cherubino Cornienti.
Il 5 aprile 1856 autorizzò la solenne traslazione di una reliquia di Sant'Alberto Quadrelli nell'omonima chiesa di Rivolta d'Adda, consacrando successivamente (31 maggio 1857) la chiesa parrocchiale di Zorlesco, nel decanato di Casalpusterlengo.
Si spense nel Palazzo Vescovile di Lodi nel 1868 e la città gli ha dedicato una via del centro abitato.

## Genealogia episcopale
La genealogia episcopale è:
- Cardinale Scipione Rebiba
- Cardinale Giulio Antonio Santori
- Cardinale Girolamo Bernerio, O.P.
- Arcivescovo Galeazzo Sanvitale
- Cardinale Ludovico Ludovisi
- Cardinale Luigi Caetani
- Cardinale Ulderico Carpegna
- Cardinale Paluzzo Paluzzi Altieri degli Albertoni
- Papa Benedetto XIII
- Papa Benedetto XIV
- Papa Clemente XIII
- Cardinale Marcantonio Colonna
- Cardinale Giacinto Sigismondo Gerdil, B.
- Cardinale Giulio Maria della Somaglia
- Cardinale Carlo Odescalchi, S.I.
- Vescovo Carlo Gritti Morlacchi
- Vescovo Gaetano Benaglia

### Testi di approfondimento
- Giovanni Vanini, Gaetano Benaglio (1838-1868). Un indomito vescovo di Lodi, collana Quaderni di studi lodigiani, Lodi, 2019, ISBN 9791220059527.